# Hypericum reflexum
Hypericum reflexum är en johannesörtsväxtart som beskrevs av Carl von Linné d.y.. Hypericum reflexum ingår i släktet johannesörter, och familjen johannesörtsväxter.

## Underarter
Arten delas in i följande underarter:
- H. r. leiocladum
- H. r. myrtifolium